# Gasteracantha geminata
Gasteracantha geminata là một loài nhện trong họ Araneidae.
Loài này thuộc chi Gasteracantha. Gasteracantha geminata được Johan Christian Fabricius miêu tả năm 1798.

## Hình ảnh

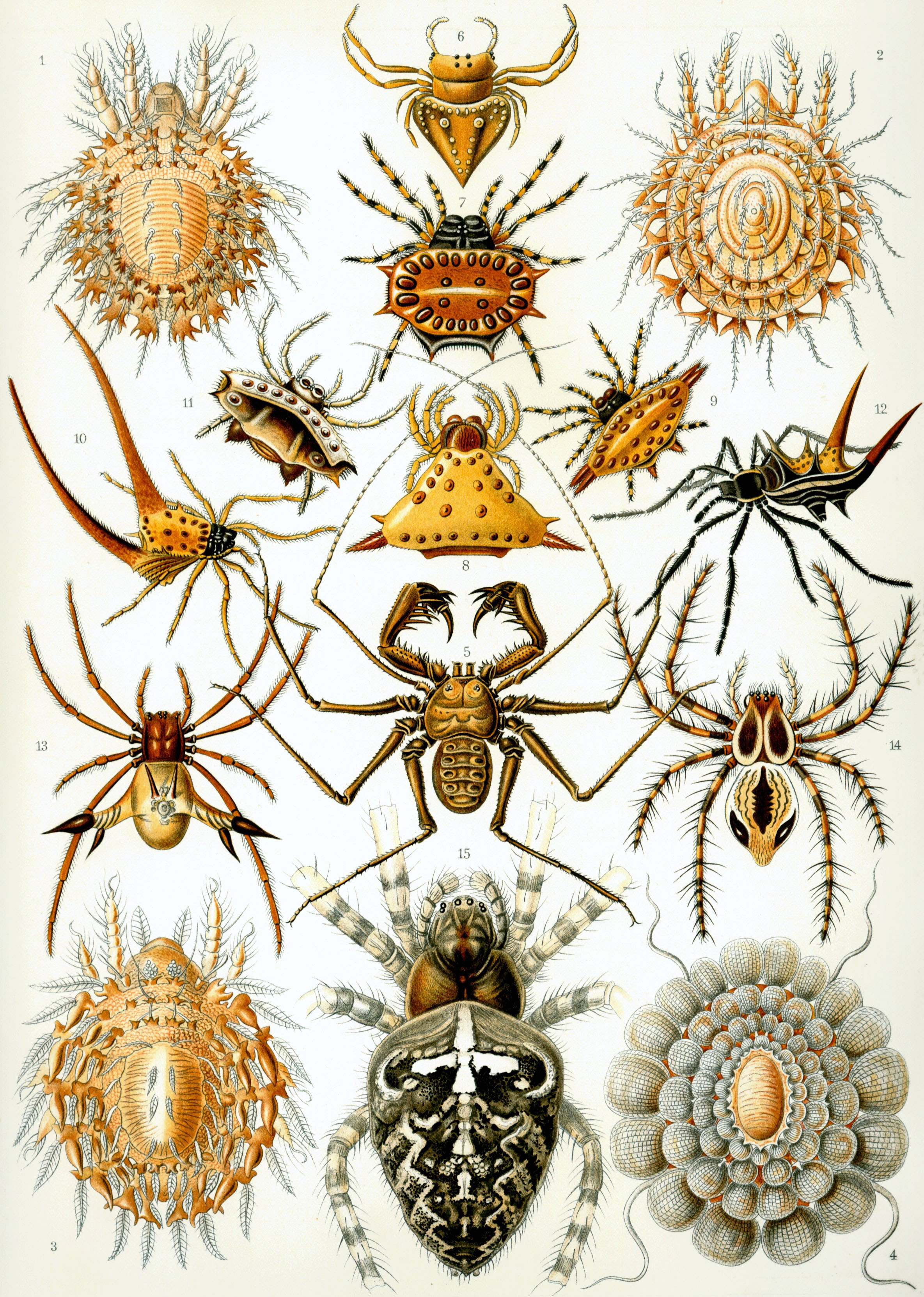
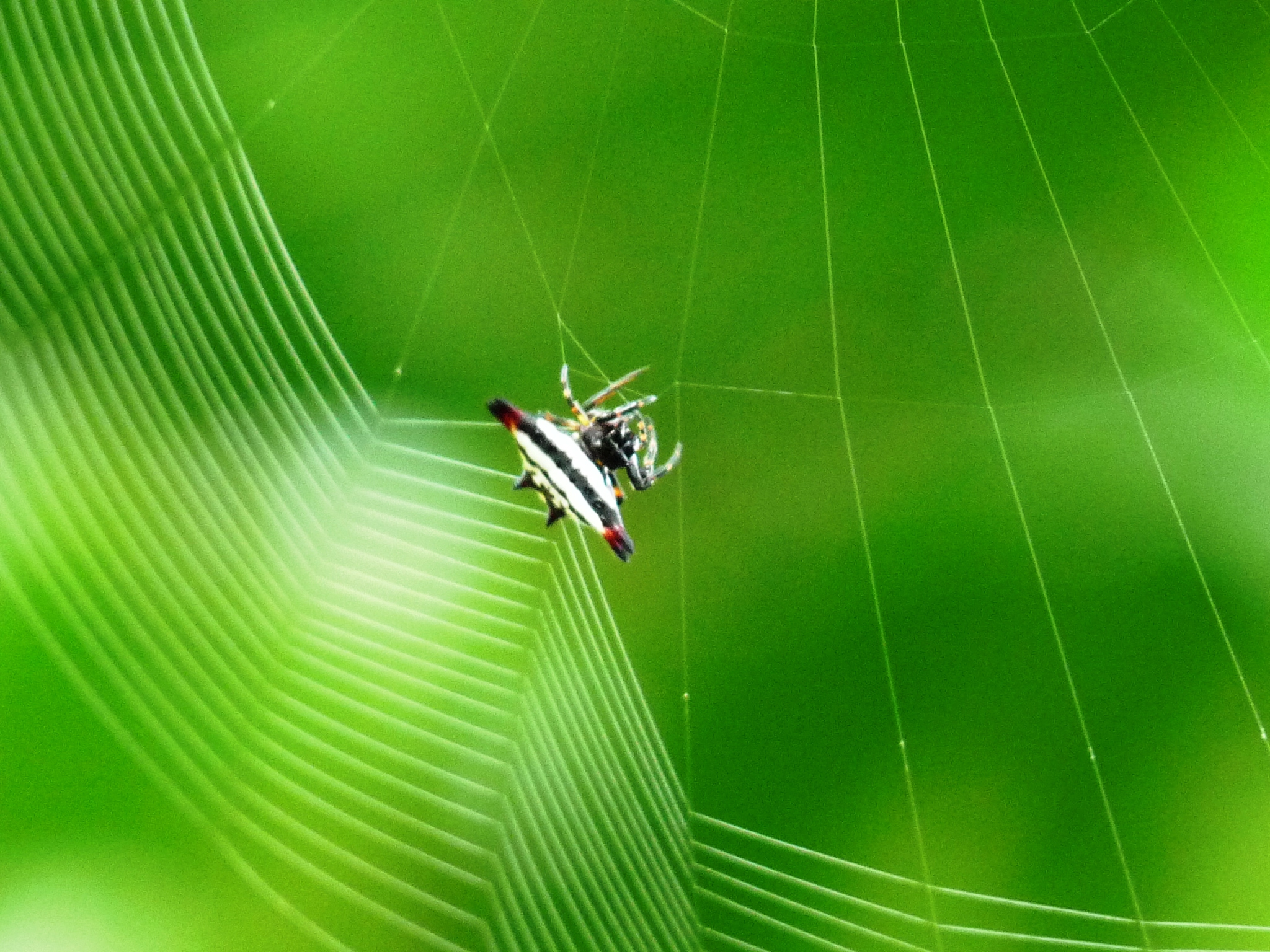